# William Slim, 1.º Visconde Slim
Marechal de Campo William Joseph Slim, 1º Visconde Slim (6 de agosto de 1891 - 14 de dezembro de 1970), geralmente conhecido como Bill Slim, foi um comandante militar britânico e o 13º Governador-Geral da Austrália.
Slim prestou serviço ativo na Primeira e na Segunda Guerras Mundiais e foi ferido em ação três vezes. Durante a Segunda Guerra Mundial, ele liderou o XIV Exército, o chamado "exército esquecido" na campanha da Birmânia. Após a guerra, ele se tornou o primeiro oficial britânico que serviu no exército indiano a ser nomeado chefe do Estado-Maior Imperial. De 1953 a 1959 foi governador-geral da Austrália.
No início da década de 1930, Slim também escreveu romances, contos e outras publicações sob o pseudônimo de Anthony Mills.
William Slim nasceu em 72 Belmont Road, St Andrews, Bristol, filho de John Slim por seu casamento com Charlotte Tucker, e foi batizado lá na igreja católica romana de São Boaventura, Bishopston. Ele foi criado primeiro em Bristol, frequentando a Escola Primária de St Bonaventure, depois o St Brendan's College, antes de se mudar para Birmingham na adolescência. Em Birmingham, ele frequentou a St Philip's Grammar School, Edgbaston e a King Edward's School, Birmingham.
Depois de deixar a escola, o fracasso de seu pai nos negócios como ferreiro atacadista fez com que a família pudesse enviar apenas um filho, o irmão mais velho de Slim, para a Universidade de Birmingham, então entre 1910 e 1914 Slim ensinou em uma escola primária e trabalhou como balconista na Stewarts & Lloyds, uma fabricante de tubos de metal.